# 遠賀バイパス
遠賀バイパス（おんがバイパス）は、福岡県遠賀郡遠賀町広渡から福岡県遠賀郡岡垣町戸切に至る、国道3号のバイパス道路。

## 概要
- 起点：福岡県遠賀郡遠賀町広渡
- 終点：福岡県遠賀郡岡垣町戸切
- 全長：3.7km
- 車線：4車線
- 供用開始：1974年12月（暫定2車線）／2001年3月（完成4車線）[1]

水巻町と遠賀町との町境になっている遠賀川を越え、左岸部にある広渡南交差点を起点とする。遠賀川駅前の市街地を通る旧国道3号より北側を通る（旧道は国道指定解除され、県道岡垣遠賀線となっている）。一度岡垣町に入ったあともう一度遠賀町に入り、再び岡垣町に入った戸切交差点で旧道と合流し終点となる。終点側では岡垣バイパスと接続する。
遠賀町内は長らく暫定2車線で渋滞が起きていたが、1990年代後半より4車線化工事が行われ、特に渋滞の目立っていた今古賀交差点上り線を立体交差とする工事が進められた。1998年に全線4車線化され、2000年には今古賀交差点上り線の立体交差が完成した（北九州・下関方面への上り線のみ。福岡方面への下り線は信号機付き平面交差）。
2016年8月1日から約3年間の予定で、今古賀交差点下り線についても立体交差化する工事に着手。今古賀交差点を含む遠賀町広渡-別府間約1.7kmの下り線を閉鎖し、同年7月25日から当該区間の北九州方面への上り線を1車線化した。工事開始以降は、上り線の追越車線側を下り線として対面通行化した。
2018年7月31日に、工事終了が当初予定より早まり、平成30年度内（2019年3月末以前）となる事が発表され、その前段階として、中央分離帯や車線擦付部工事等を行うため、同年12月3日12時以降、それまでの対面通行を上下線分離通行に切り替えた。
2019年2月8日に、2月18日12時より4車線立体交差完成及び福岡方面行の今古賀交差点オンランプ・オフランプの開通が発表され、供用開始された（側道部分のみ同年3月8日完成）。

## 交差する道路
| 交差する道路                                   | 交差する場所 | 交差する場所 | 門司から (km) |
| ---------------------------------------------- | ------------ | ------------ | ------------- |
| 国道3号 北九州・黒崎方面                       |              |              |               |
| 県道27号直方芦屋線 県道299号岡垣遠賀線（旧道） | 遠賀町       |              |               |
| 県道285号浜口遠賀線                            | 遠賀町       | 今古賀       | 22.0          |
| 県道299号岡垣遠賀線                            | 岡垣町       | 戸切         |               |
| 国道3号（岡垣バイパス）福岡・宗像方面          |              |              |               |

## 交通量
2005年度（平成17年度道路交通センサスより）
平日24時間交通量（台）
- 遠賀郡遠賀町別府：46,650